# Cuisine des îles Komandorski

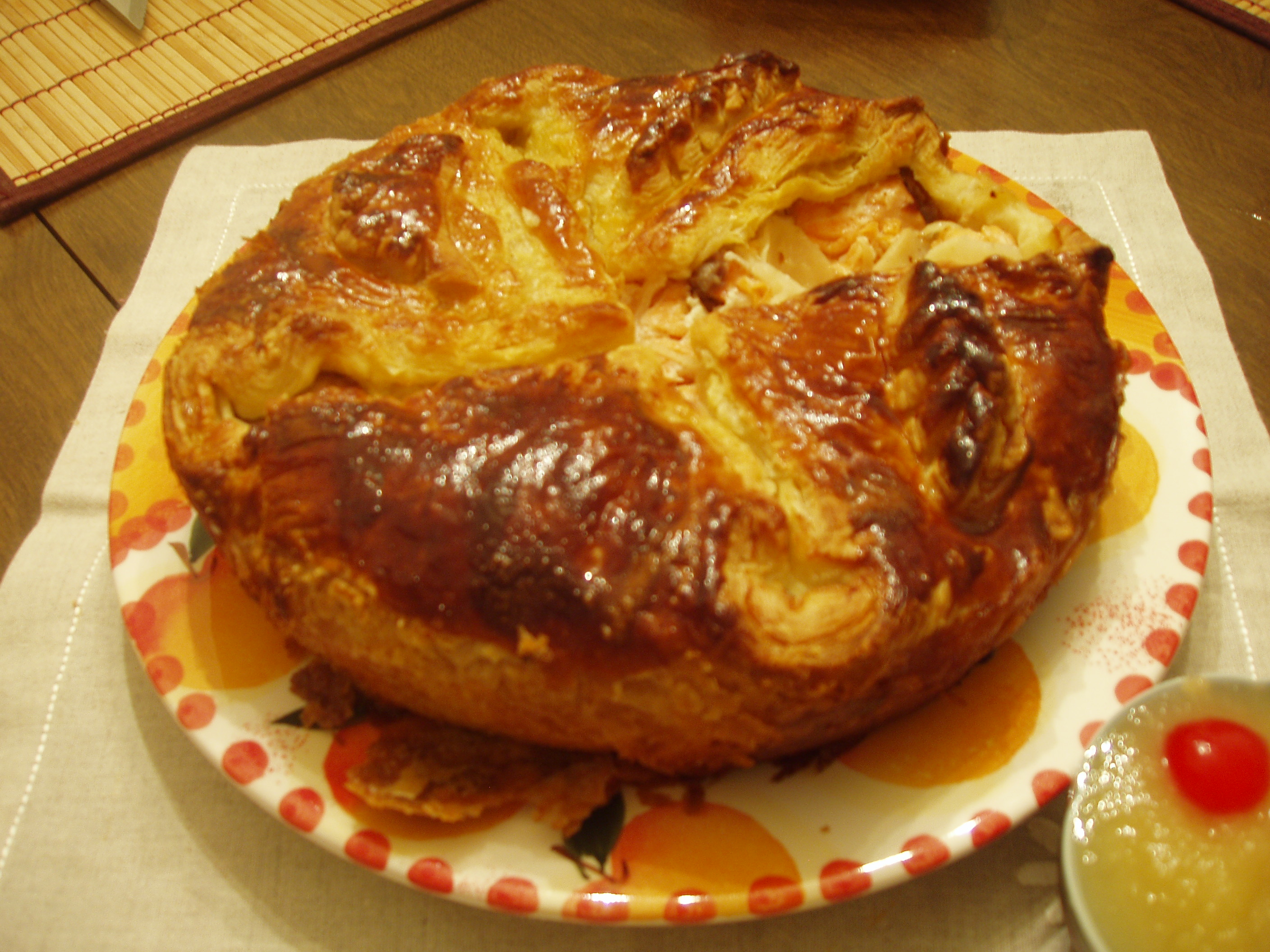
Pirog de poisson

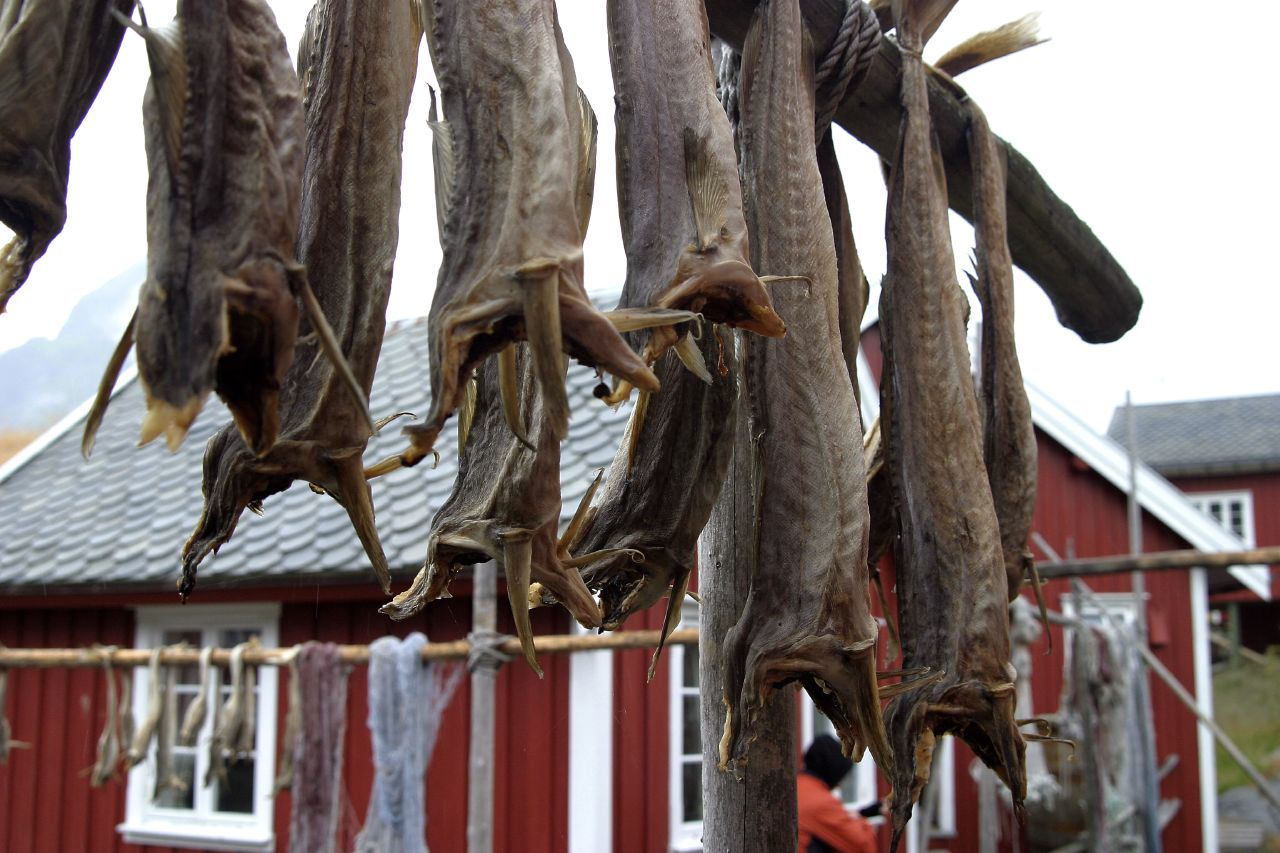
Yukola

La cuisine des îles Komandorski est un mélange entre la cuisine russe et celle d'un peuple aléoute qui habite l'île. Elle est basée sur le poisson, les fruits de mer, les champignons, la viande de phoque et de baleine, le gibier et les légumes (pommes de terre, carottes, oignons et ail) importés par les Russes.

## Plats

### Poissons
Les morceaux de poissons peuvent être consommés en apéritif, avec des oignons, des pois et des piments, assaisonnés avec du vinaigre, du sel et du poivre.
Ils peuvent également être préparés en pirog avec des oignons, des pommes de terre ou du riz.
La morue hachée peut être cuisinée en saucisse.
Le poisson séché est appelé yukola.

### Escargots
Le chimigin, constitué d'escargots bouillis, est le plat traditionnel aléoute.

### Phoques
Le tatchi est un rôti de phoque.
La palette natatoire est consommée et conservée dans du sel.